# Виварий

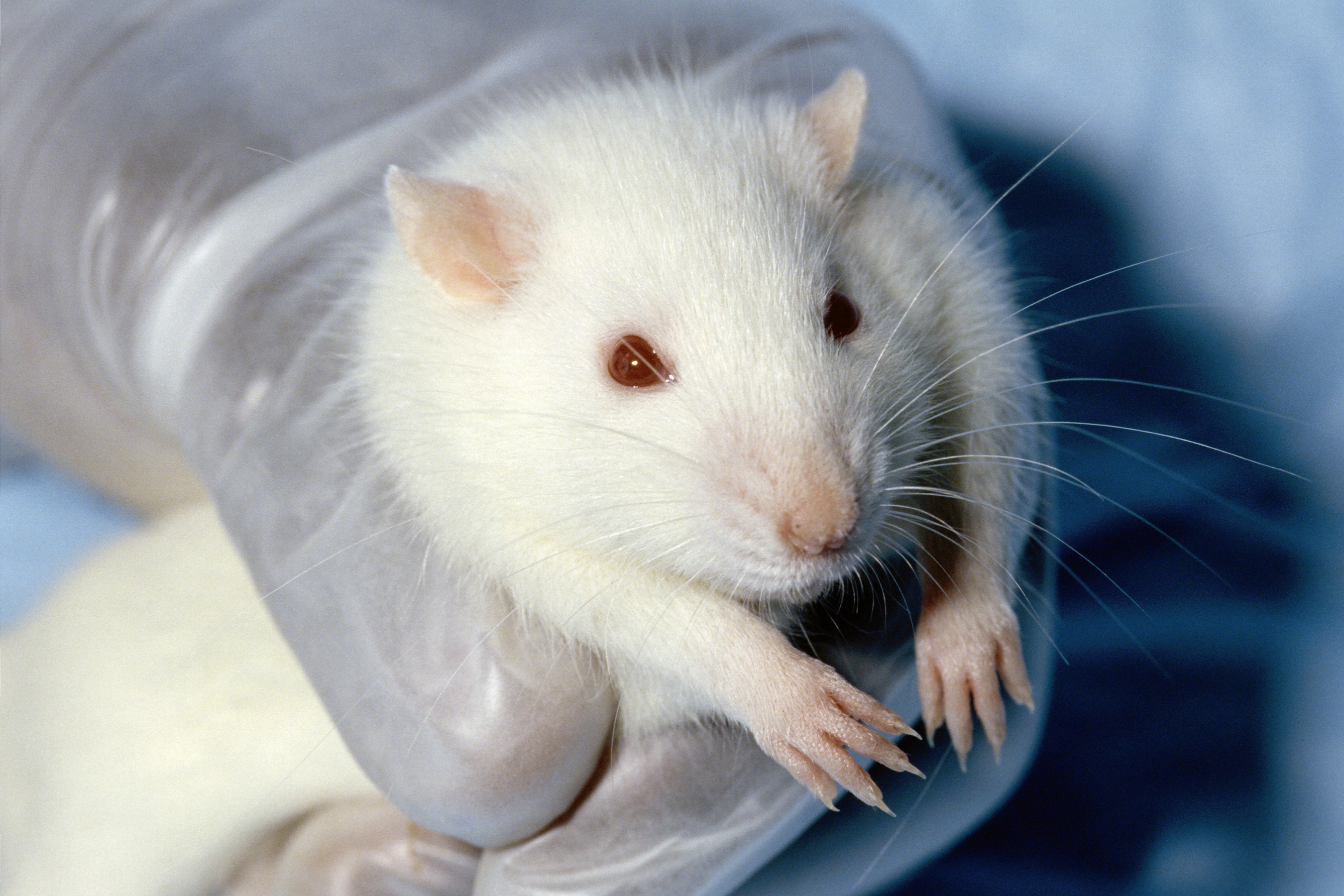
Лабораторная крыса линии Вистар

Виварий (vivarium, от лат. vivus — «живой») — здание или отдельное помещение при медико-биологическом учреждении (научно-исследовательском институте, лаборатории), предназначенное для содержания лабораторных животных, которые используются в экспериментальной работе или в учебном процессе. Может быть обеспечено условиями и оборудованием для проведения экспериментов над содержащимися животными, а также выполнять функции питомника для их разведения.

## Устройство вивария

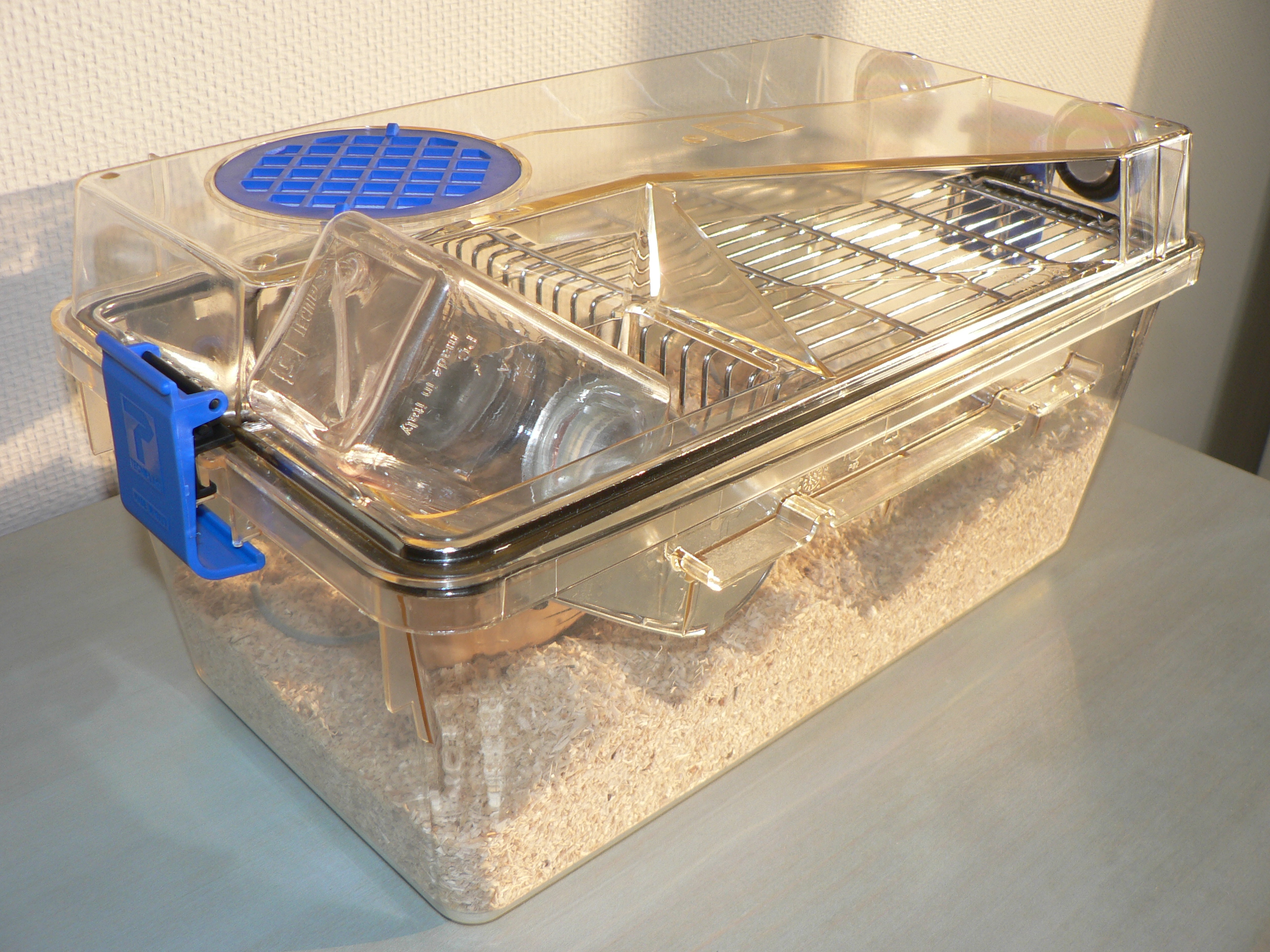
Клетка для лабораторных мышей

При планировке и размещении помещений вивария обеспечивается соблюдение принципа разделения площадей на «чистые» и «грязные» помещения и предусматриваются условия, исключающие встречные или перекрёстные потоки перемещений оборудования, инвентаря, материалов, персонала вивария, лабораторных животных с различной степенью эпидемиологической опасности из «грязных» в «чистые» помещения.
«Чистая» зона вивария включает:
- помещения приёма, карантина и адаптации вновь поступающих животных;
- помещения экспериментальных животных;
- операционная с предоперационной для экспериментальных работ, требующих особых условий;
- помещения хранения чистого (обеззараженного) инвентаря для ухода за животными (клеток, поилок, посуды для кормов, оборудования);
- помещение манипуляционной для изучения обменных процессов, взятия проб для анализа;
- помещения для хранения и приготовления кормов для животных;
- диагностический кабинет;
- помещение или оборудованная выделенная зона для испытуемых образцов (биологические материалы) и образцов сравнения.

«Грязная» зона вивария включает:
- помещения изоляторов, предназначенные для содержания подозрительных по инфекционным заболеваниям животных или больных животных;
- помещение (или отделение) для мойки и дезинфекции оборудования и инвентаря;
- холодильное помещение или холодильная камера для сбора и хранения трупов животных, отходов;
- помещения для персонала вивария (душевая, туалет и гардеробная).

Помещения для мойки и дезинфекции оборудования и инвентаря, а также для эвтаназии животных располагаются на стыке «чистых» и «грязных» помещений для обеспечения перемещения «чистого» и «грязного» оборудования, инвентаря, материалов, а также животных и трупов животных.

### Оборудование и организация работы вивария
Современная индустрия разработала множество образцов и постоянно совершенствует специализированное оборудование для вивариев: клетки для содержания лабораторных животных, приспособления для экспериментов, кормления, вентиляции, мойки и дезинфекции, приборы для маркировки новорождённых животных и др.

## Виды вивариев
Виварии могут быть весьма различны как по виду, так и по количеству находящихся в них животных, что определяется особенностями научных исследований. Виварии могут использовать не только для содержания, но и для увеличения поголовья лабораторных животных.
В лабораторной практике разделяют два понятия: виварий — помещение для содержания в надлежащих условиях животных, находящихся в состоянии опыта, и питомник — помещение для размножения и содержания животных до использования их.

### «SPF-виварий»
Английская аббревиатура «SPF» (specific-pathogen-free) обозначает, что в виварии содержатся животные, свободные от патогенов — микроорганизмов, способных вызвать какие-либо заболевания.
Для содержания лабораторных животных SPF-категории в современных вивариях используются системы индивидуально вентилируемых клеток (ИВК), подключённых к вентиляционному блоку (ИВК-системы).

### Микробиологический виварий
Микробиологический виварий обладает существенными особенностями, обусловленными необходимостью пользоваться одновременно большим количеством мелких и отличающихся особой восприимчивостью к инфекционным заболеваниям животных.

### Передвижной виварий
Виварий передвижной предназначен для содержания и перевозки лабораторных животных в полевых условиях. Используется в санитарно-противоэпидемиологических учреждениях. Разработаны передвижные виварии в унифицированном каркасном кузове-фургоне, буксируемом грузовым автомобилем.

## Лабораторные животные

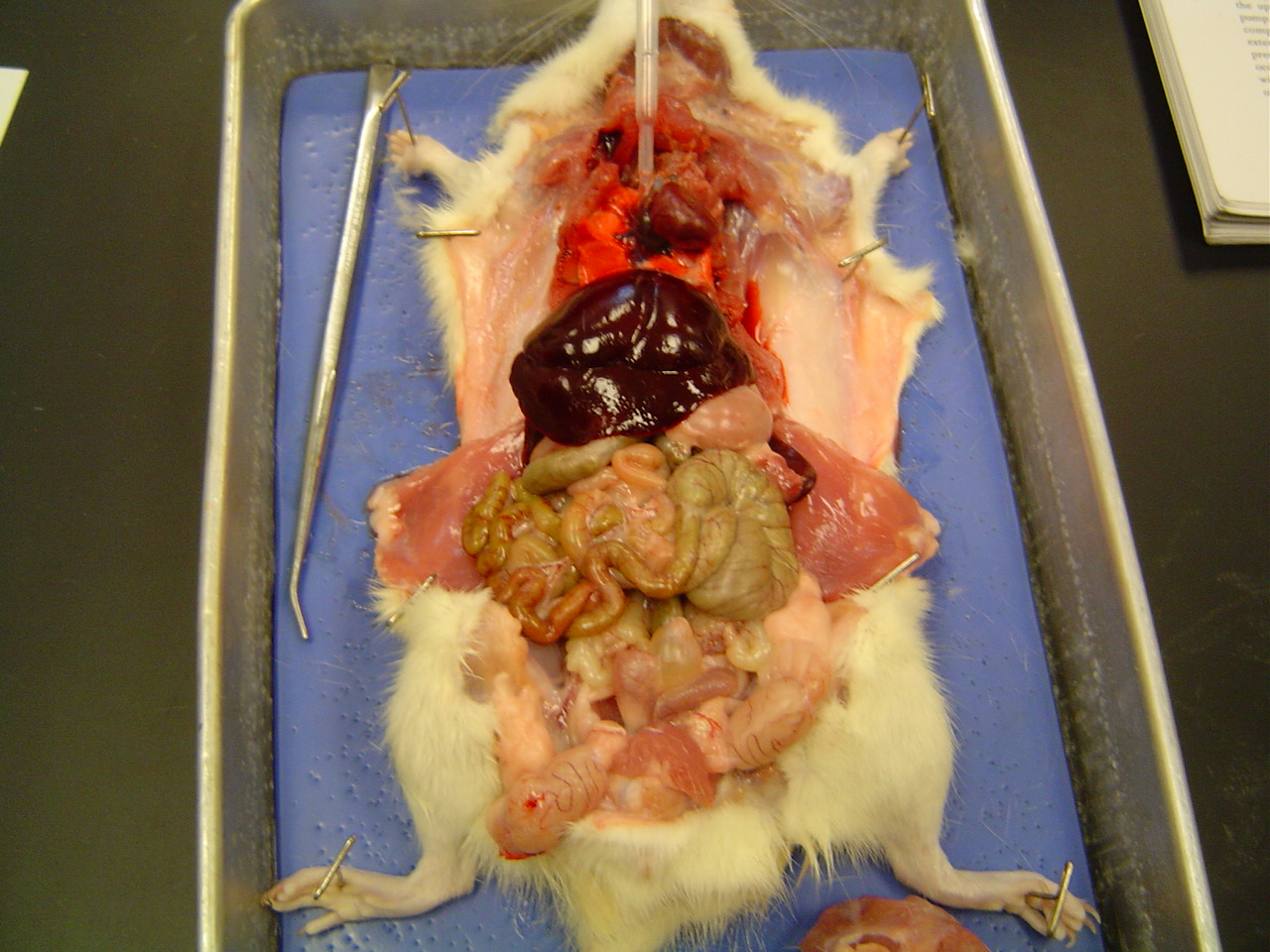
Диссекция лабораторной крысы

Зачастую в вивариях содержатся разнообразные животные, обычно такие как собаки, кошки, кролики, крысы, мыши и некоторые другие. Дополнительно в составе вивария могут находиться аквариумы, террариумы и инсектарии, а также вольеры.
Разведение животных должно удовлетворять потребностям лабораторий в животных с закреплёнными в их потомстве наиболее полезными для экспериментальных целей свойствами организма, поэтому в виварии необходима квалифицированная селекционно-зоотехническая работа, в том числе по выведению чистых линий.
Крысы являются одними из основных экспериментальных систем в биологических и медицинских исследованиях. За долгие годы были выведены специальные лабораторные крысы. Благодаря быстрому метаболизму, неприхотливости, неагрессивности они до сих пор остаются одним из основных объектов во многих отраслях биологии. На подопытных крысах в различных научных областях проводится значительное число экспериментов.

## Виварии России
Разведение лабораторных животных в России началось в первой половине XX века. Первые виварии были созданы в Институтах тропической медицины (Москва), эпидемиологии и микробиологии (Москва), экспериментальной медицины (Санкт-Петербург). В начале 1930-х годов появились первые промышленные питомники, и, в частности, при Институте экспериментальной медицины. В 1959 году создан Центральный питомник лабораторных животных АМН СССР.
C 2015 года в Российской Федерации вступили в силу санитарно-эпидемиологические правила СП 2.2.1.3218-14 «Санитарно-эпидемиологические требования к устройству, оборудованию и содержанию экспериментально-биологических клиник (вивариев)», регламентирующие требования к обустройству вивариев. Новый свод правил был утверждён постановлением Главного государственного санитарного врача Российской Федерации от 29.08.2014 № 51.

### Список вивариев России
- Виварий Института цитологии и генетики Сибирского отделения РАН (г. Новосибирск)[5]
- Питомник лабораторных животных «Пущино»
- Виварий Федерального медицинского биофизического центра имени А.И. Бурназяна ФМБА России (ФГБУ ГНЦ ФМБЦ им. А.И. Бурназяна ФМБА России, г. Москва)
- Виварий Института биохимии имени А. Н. Баха (Федеральный исследовательский центр «Фундаментальные основы биотехнологии» Российской академии наук, г. Москва)
- Виварий Института биологии и биомедицины Университета Лобачевского (г. Нижний Новгород)[6]
- Виварий Научно-исследовательского института дезинфектологии Роспотребнадзора (г. Москва)[7]
- Виварий при Российском кардиологическом центре (ФГБУ «РКНПК»)[8]
- Планируется открытие вивария на 15 000 животных в Сколковском институте науки и технологий (г. Москва)[9]